# Sander Gommans
Sander Gommans (ur. 15 sierpnia 1978) – holenderski gitarzysta. Wraz z Markiem Jansenem założyli grupę symfoniczno-metalową Apocalypse która potem zmieniła nazwę na After Forever. Był jednym z głównych twórców muzyki After Forever. Od 2011 roku występuje w zespole Trillium.

## Dyskografia
- HDK - System Overload (2009)[4]
- Michael Kiske, Amanda Somerville - Kiske / Somerville (2010)[5]
- DesDemon - Through the Gates (2011, gościnnie)[6]
- Engine of Pain - I Am Your Enemy (2007, gościnnie)[7]
- Epica - The Divine Conspiracy (2007, gościnnie)[8]
- Nightmare - The Dominion Gate (2005, gościnnie)[9]
- Scheepers - Scheepers (2011, gościnnie)[10]
- Trillium - Alloy (2011)[11]